# Філ Джексон
Філіп Дуглас «Філ» Джексон (англ. Philip Douglas "Phil" Jackson; нар. 17 вересня 1945 року) — колишній професійний американський баскетбольний тренер, гравець і керівник.

## Життєпис
Джексон провів 12 сезонів у НБА як важкий форвард, вигравши чемпіонат НБА з «Нью-Йорк Нікс» у 1970 і 1973 роках. З 1989 по 1998 рік він був головним тренером «Чикаго Буллз», привівши їх до шести титулів чемпіонів НБА. Потім він тренував Лос-Анджелес Лейкерс з 1999 по 2004 рік і знову з 2005 по 2011 рік; під його керівництвом команда виграла п'ять чемпіонських титулів. 11 титулів чемпіона НБА Джексона як тренера перевершили попередній рекорд Реда Ауербаха (дев'ять титулів). Вигравши загалом одинадцять чемпіонських титулів з «Чикаго Буллз» і «Лос-Анджелес Лейкерс», він є найуспішнішим тренером в історії НБА.
Джексон відомий своєю здатністю формувати команду зі «складних» гравців. Він єдиний тренер в історії ліги, який виграв більше 70 відсотків своїх ігор, з рекордом 1155-485. У квітні 2007 року Джексон був введений в Меморіальну баскетбольну залу слави Нейсміта.